# Rancé (Ain)
Rancé és un municipi francès situat al departament de l'Ain i a la regió d'Alvèrnia-Roine-Alps. L'any 2007 tenia 641 habitants.

## Demografia

### Població
El 2007 la població de fet de Rancé era de 641 persones. Hi havia 208 famílies de les quals 20 eren unipersonals (12 homes vivint sols i 8 dones vivint soles), 68 parelles sense fills, 112 parelles amb fills i 8 famílies monoparentals amb fills.
La població ha evolucionat segons el següent gràfic:
Habitants censats

### Habitatges
El 2007 hi havia 218 habitatges, 214 eren l'habitatge principal de la família, 1 era una segona residència i 3 estaven desocupats. 215 eren cases i 2 eren apartaments. Dels 214 habitatges principals, 199 estaven ocupats pels seus propietaris, 13 estaven llogats i ocupats pels llogaters i 2 estaven cedits a títol gratuït; 2 tenien una cambra, 1 en tenia dues, 10 en tenien tres, 45 en tenien quatre i 156 en tenien cinc o més. 192 habitatges disposaven pel capbaix d'una plaça de pàrquing. A 49 habitatges hi havia un automòbil i a 159 n'hi havia dos o més.

### Piràmide de població
La piràmide de població per edats i sexe el 2009 era:
| Homes | Edats   | Dones |
| ----- | ------- | ----- |
| 0     | 95 o +  | 0     |
| 0     | 90 a 94 | 0     |
| 0     | 85 a 89 | 0     |
| 0     | 80 a 84 | 0     |
| 8     | 75 a 79 | 8     |
| 8     | 70 a 74 | 0     |
| 12    | 65 a 69 | 4     |
| 16    | 60 a 64 | 12    |
| 12    | 55 a 59 | 16    |
| 12    | 50 a 54 | 20    |
| 36    | 45 a 49 | 20    |
| 16    | 40 a 44 | 28    |
| 32    | 35 a 39 | 12    |
| 4     | 30 a 34 | 24    |
| 4     | 25 a 29 | 8     |
| 24    | 20 a 24 | 20    |
| 20    | 15 a 19 | 16    |
| 16    | 10 a 14 | 12    |
| 24    | 5 a 9   | 20    |
| 20    | 0 a 4   | 24    |

## Economia
El 2007 la població en edat de treballar era de 426 persones, 333 eren actives i 93 eren inactives. De les 333 persones actives 322 estaven ocupades (171 homes i 151 dones) i 11 estaven aturades (7 homes i 4 dones). De les 93 persones inactives 37 estaven jubilades, 40 estaven estudiant i 16 estaven classificades com a «altres inactius».

### Ingressos
El 2009 a Rancé hi havia 213 unitats fiscals que integraven 684 persones, la mediana anual d'ingressos fiscals per persona era de 22.039,5 €.

### Activitats econòmiques
Dels 28 establiments que hi havia el 2007, 1 era d'una empresa de fabricació d'altres productes industrials, 11 d'empreses de construcció, 6 d'empreses de comerç i reparació d'automòbils, 1 d'una empresa d'hostatgeria i restauració, 1 d'una empresa d'informació i comunicació, 2 d'empreses financeres, 4 d'empreses de serveis i 2 d'empreses classificades com a «altres activitats de serveis».
Dels 10 establiments de servei als particulars que hi havia el 2009, 1 era un taller de reparació d'automòbils i de material agrícola, 1 paleta, 2 guixaires pintors, 2 fusteries, 1 lampisteria, 1 perruqueria, 1 veterinari i 1 restaurant.
L'any 2000 a Rancé hi havia 18 explotacions agrícoles que ocupaven un total de 675 hectàrees.

## Equipaments sanitaris i escolars
El 2009 hi havia una escola maternal integrada dins d'un grup escolar amb les comunes properes formant una escola dispersa.

## Poblacions més properes
El següent diagrama mostra les poblacions més properes.